# Šmartno pri Litiji
Šmartno pri Litiji (in passato in tedesco St. Martin) è un comune di 5 284 abitanti della Slovenia centrale. 
Località posta a circa 40 km a Nord Est di Lubiana, lungo la valle del fiume Sava.

## Storia
In epoca asburgica l'attuale territorio comunale era suddiviso nei comuni catastali di Gradišče (ted. Gradische), Poljane (ted. Polane o Pollane), Ješenji Vrh (ted. Jeschenberg), Liberga, Jablanica (ted. Jablanitz o Jablaniz), Šmartno (ted. Sankt Martin), Štanga (ted. Stangen o Sankt Anton), Vintarjevec (ted. Sankt Peter und Paul). Raščica (oggi Račica) infine faceva parte del comune di Volavlje (ted. Wolaule), mentre l'area di Gozd Reka era inclusa nel comune di Trebeljevo (ted. Trebeleu).
Successivamente Gradišče inglobò i comuni di Poljane e Ješenji Vrh; Liberga e Vintarjevec vennero accorpate a Šmartno; Jablanica passò invece nel comune di Litija (ted. Littai), mentre Štanga venne anch'essa inclusa nel comune di Trebeljevo.
Nel 1941, a seguito dell'invasione della Jugoslavia, il territorio dell'attuale comune venne diviso tra la zona di occupazione tedesca e una piccola porzione meridionale che venne occupata dalle truppe italiane. La parte occupata dai tedeschi venne annessa al Reich entrando a far parte del Reichsgau Kärnten, mentre quella italiana venne inclusa nella neonata provincia di Lubiana.

## Monumenti e luoghi d'interesse
- Sveti Martin. La parrocchiale risale al XII secolo ma venne ricostruita a fine ottocento in stile neoromanico e neogotico.
- Grad Bogenšperk. Castello citato nel 1533 col nome di Wagensberg, costruito in un sito ove vennero rinvenuti resti di necropoli preistoriche. Acquistato nel 1672 dal Barone Janez Vajkart Valvasor, in esso il barone vi preparò il suo storico trattato. Venne successivamente ceduto nel 1692. Ora è sede museale.
- Gemellato con Telgate e Castel San Giorgio.